# В городе Бердичеве
«В городе Бердичеве» — рассказ Василия Гроссмана о событиях Гражданской войны, впервые опубликованный в 1934 году в «Литературной газете». В центре повествования женщина-комиссар Клавдия Вавилова, вынужденная из-за беременности просить отпуск в самый разгар польского наступления на Киев. Вавилову размещают в Бердичеве в доме многодетной еврейской семьи Хаима Магазаника и его жены Бэйлы. На короткий отрезок времени стойкий комиссар, месяцами не слезавшая с коня, Клавдия преображается в обычную женщину, целиком отдавшуюся вечным женским хлопотам и тревогам. Но встреченный на улице отряд красных курсантов побуждает Вавилову бросить сына и присоединиться к мальчикам, идущим, возможно, в свой последний бой.

## История
Одно из первых художественных произведений Гроссмана, рассказ «В городе Бердичеве» после выхода в «Литературной газете» практически не получил никакого отклика в литературной среде тех лет, в отличие от его же повести «Глюкауф», напечатанной в том же 1934 году и получившей множественные положительные отзывы во всех крупных литературных изданиях. Рассказ о женщине-комиссаре сразу после выхода «дружно замолчали», но он и не был раскритикован или, тем более, запрещён. В 1935, 1936 и 1937 годах он издавался в составе сборников произведений писателя и до начала войны был отмечен в трёх рецензиях на произведения Гроссмана: статьях А. З. Лежнева «Чувство товарищества»; С. Г. Гехта — «„Рассказы“ В. Гроссмана»; И. Л. Гринберга «Мечта и счастье».
В своей рецензии критик Лежнев отмечал три парадоксальных хода сюжета, на которых построен рассказ: сам по себе факт существования женщины-комиссара среди грубых и чёрствых мужчин красного отряда, затем преображение комиссара в женщину и нежную мать, и трагический финал, в котором мать вновь выбирает стезю комиссара, бросает новорожденного и идёт на смерть с красноармейским отрядом. Финал оставлен открытым, Лежнев отметил, что автор оставил читателю додумать логику финала рассказа. Рецензии Гехта и Гринберга были кратки и не содержали какого-либо подробного разбора, хотя Гехт признавал, что рассказ написан рукой настоящего мастера: «Читатель проглотил всего пятнадцать книжных страничек, но надолго запомнил всех героев рассказа…»
Молчание критиков, скорее всего, объяснялось наличием в рассказе противопоставления двух правд — правды комиссара (и официальной на той момент идеологии) и правды общечеловеческой, в которой для матери жизнь и счастье ребёнка выше любой идеологии. И хотя в рассказе побеждает правда комиссара, сама постановка этой коллизии могла быть расценена в качестве идеологической диверсии. В произведениях советской литературы тех лет — Бабеля, Лавренёва, Тренёва, Шолохова множество примеров того, как в логике социальных битв брат отрекается от брата, сын убивает отца или погибает от родной руки, жена приносит в жертву мужа, а муж жертвует женой. Идея ставится превыше всего и требует от всех глобальных жертв в борьбе за неё. Но в рассказе Гроссмана цена жертвы выше всех перечисленных — мать жертвует новорожденным ребёнком, такая жертва всё же была негласным табу. Критик Бочаров уже в 80-е годы, после выхода фильма по рассказу, писал, что будь Гроссман жив сейчас, вряд ли он решился бы поставить мать перед таким выбором: «Даже в обширнейшей литературе о Великой Отечественной войне мы не найдем книги, в которой предстал бы образ матери, способной сознательно бросить малое дитя ради необязательного для нее боя». В работе В. В. Дёгтевой, посвящённой целиком фигуре Вавиловой, отмечается, что Гроссман «облегчил» комиссару этот немыслимый с общечеловеческой точки зрения выбор, описав одетых в белые одежды юных курсантов, превратив их в глазах читателей и Вавиловой в символы невинных жертв: «…комиссар пытается спасти мир, закрыть собой обреченных, жертвуя собственным ребенком».

## Экранизация
В 1967 году режиссёр Александр Аскольдов по мотивам рассказа «В городе Бердичеве» снял фильм «Комиссар» с Нонной Мордюковой и Роланом Быковым в главных ролях. Фильм не был допущен к прокату и двадцать лет пролежал на полке, оставшись единственным художественным фильмом Аскольдова. Впервые публика увидела фильм 11 июля 1987 года в рамках внеконкурсной программы Московского международного кинофестиваля. Фильм получил восторженные рецензии и множество международных призов.